# Elsbeth Krukenberg-Conze
Elsbeth Constanze Marie Louise Sophie Krukenberg-Conze (* 5. Februar 1867 in Halle; † 16. August 1954 in Calw) war eine deutsche Schriftstellerin und Frauenrechtlerin.

## Leben
Elsbeth Conze kam als Tochter des Archäologen Alexander Conze und seiner Frau Elise, geborene Erdmann zur Welt. Sie heiratete den Gynäkologen Georg Krukenberg und hatte mit ihm drei Söhne, darunter Gustav Krukenberg, SS-Brigadeführer und Generalmajor der Waffen-SS im Zweiten Weltkrieg.
Krukenberg-Conze war die Leiterin der Privatklinik ihres Mannes; nachdem dieser verstorben war, lebte sie zusammen mit ihrer Lebensgefährtin, der Schulleiterin Lina Hilger (1874–1942), bis zu deren Tode in einer „Boston-Ehe“ in Bad Kreuznach, Krukenberg hatte bereits 1911 in der Diskussion um § 175 die emotionale Nähe beim Zusammenleben zweier Frauen positiv hervorgehoben.
Sie war als ursprünglich aktive Sozialdemokratin in der Frauenbewegung tätig. Vorübergehend war Krukenberg Herausgeberin der 1886 durch Louise Otto-Peters und Auguste Schmidt begründeten gemäßigten feministischen Halbjahres-Zeitschrift Der Frauenanwalt, die sich verstärkt für die Änderung der Arbeitsbedingungen für Frauen einsetzte. Bei ihrem Engagement für die Frauenbewegung betonte sie schon recht früh im Gegensatz zu männlichen Kritikern, wie zum Beispiel Ernst Graf zu Reventlow, die ihrer Meinung nach ausgesprochen nationale Ausprägung des deutschen Feminismus: so war es das oberste Ziel der Frauenbewegung, dem deutschen Volk mit all ihren Kräften „zu dienen“. Daher sollten die deutschen Männer aufhören, sich ihre Meinung über die Frauenbewegung auf der Basis hochfahrender Pressemeldungen oder herausgegriffener Zitate einzelner radikaler Feministinnen zu bilden. Dabei war zu Reventlow von 1908 bis 1914 Chefredakteur der Alldeutschen Blätter.
Aus Anlass des 700. Geburtstag ihrer Namensvetterin Elisabeth von Thüringen hielt sie 1907 bei der Jubiläumsveranstaltung des Evangelischen Bundes eine „erstaunlich selbstbewusste Rede“, in der sie die Heilige nicht etwa zur Ikone der Frauenemanzipation stilisierte, sondern sich deutlich von der durch „Demut und Abhängigkeit geprägten Vita Elisabeths“ absetzte. Krukenberg sah ihr Ideal einer „deutsch-evangelischen Frau“ nicht in der Evangelischen Kirche verwirklicht, die zwar den „Priesterwillen“ gebrochen habe, aber weiterhin von Männern dominiert sei. 1912 war sie Vorsitzendes des örtlichen Dürerbundes in Bad Kreuznach und Mitglied des Förderausschusses, jedoch nicht Mitglied des Gesamtvorstandes. Zu Beginn des Ersten Weltkrieges wurde sie Leiterin des 1914 neu gegründeten Vaterländischen Frauenvereins Kreuznach. 1919 kandidierte Elsbeth Krukenberg erfolglos auf der Liste der DDP/DVP im Wahlkreis 21 (Koblenz, Trier) zur Wahl der verfassungsgebenden Preußischen Landesversammlung 1919.
1926 trat sie den Quäkern bei. Aufgrund ihrer inzwischen nationalkonservativen politischen Einstellung geriet sie dort allerdings in politische Isolation und trat nach 1930 kaum noch aktiv als Quäkerin in Erscheinung, obwohl sie formell bis zu ihrem Lebensende Mitglied blieb. Als sie 1932 Adolf Hitler im Sportpalast reden hörte, wurde sie überzeugte Anhängerin des Nationalsozialismus und wählte fortan stets die Nationalsozialistische Deutsche Arbeiterpartei.

## Werk
- Über Studium und Universitätsleben der Frauen. Maurer-Greiner, Gebhardshagen 1903
- Was sollen unsere Töchter werden? Was will die Frauenbewegung aus ihnen machen? Hof Verlag, Gebhardshagen 1903
- Die Frauenbewegung, ihre Ziele und ihre Bedeutung. Mohr, Tübingen 1905. (Digitalisat und Volltext im Deutschen Textarchiv)
- Über das Eindringen der Frauen in männliche Berufe. Baedeker, Essen 1906
- Sexuelle Aufklärung, die Aufgabe der Mutter des Hauses. Referat auf dem dritten Kongress der deutschen Gesellschaft zur Bekämpfung der Geschlechtskrankheiten. Geschäftsstelle der deutschevangelischen Vereine zur Förderung der Sittlichkeit, Berlin 1907
- Die Erziehung des Kindes zur Gesundheit und Arbeitsfreudigkeit. Union Verlag, Stuttgart/Berlin/Leipzig 1915
- Die Sammelstelle vom Roten Kreuz in dem Mainzerstrassen-Schulhaus zu Kreuznach. Erinnerungsblätter. Harrach, Bad Kreuznach 1917.
- Von Sehnsucht und Reichtum. Aus dem Leben der Hertha Wieser. Amelang, Leipzig 1920.
- Zwischen Jung und Alt. Aus dem Leben Luise Königs und ihrer Söhne. Bott, Berlin 1938.